# Octave Amiot
Pour les articles homonymes, voir Amiot.
Octave Amiot, né le 21 avril 1917 à Noyant-d'Allier (Allier) et mort le 12 mai 1969 à Montluçon (Allier), est un homme politique français.

## Biographie
Fils d'un mineur de fond, Octave Amiot s'oriente jeune vers une carrière militaire. Titulaire du brevet militaire supérieur de mécanicien radiotélégraphiste, il s'engage dans l'armée de l'Air. Puis, revenu à la vie civile, il est technicien à l'usine SAGEM de Montluçon. Là, il s'engage dans l'action syndicale, adhérent à la CFTC dont il devient le secrétaire de l'union locale.
Membre du Mouvement Républicain Populaire dès 1944, il est candidat, en octobre 1945, à l'élection de la première assemblée constituante, sur la liste menée par Jean-Pierre Giraudoux dans l'Allier, mais n'est pas élu. En juin 1946, il est de nouveau deuxième de la liste MRP, cette fois-ci menée par Yves Helleu, qui n'obtient qu'un seul siège.
En novembre, la situation est la même, mais le décès brutal d'Yves Helleu, dans un accident de la route, quelques jours après l'élection, fait entrer Octave Amiot à l'Assemblée nationale.
Peu actif dans les débats, il est en revanche l'auteur de plusieurs rapports, tous en lien avec les questions sociales, et particulièrement la situation des « vieux travailleurs », pour reprendre la terminologie de l'époque.
En 1947, il est candidat à la mairie de Montluçon, mais sa liste n'arrive qu'en troisième position, loin derrière celles de la SFIO et du PCF.
En désaccord avec la direction du MRP, il rompt avec le groupe parlementaire en 1950, siège parmi les non-inscrits, et se retrouve exclu du parti. En juin 1951, il prend la tête d'une liste de « concentration républicaine indépendante et paysanne », avec le soutien de l'UDSR, toujours dans l'Allier. Malgré un assez large apparentement (avec la SFIO, le MRP et les radicaux), son résultat est insuffisant pour lui permettre d'être réélu.
Il abandonne alors la vie politique, et ouvre un commerce d'épicerie, à Montluçon, puis, après un long séjour à Clermont-Ferrand, revient travailler à l'usine SAGEM de cette ville, où il renoue avec l'activité syndicale.

## Détail des fonctions et des mandats
Mandat parlementaire
- 29 novembre 1946 - 4 juillet 1951 : Député de l'Allier